# Alcis euphiloides
Alcis euphiloides là một loài bướm đêm trong họ Geometridae.